# Неофит (ботаника)

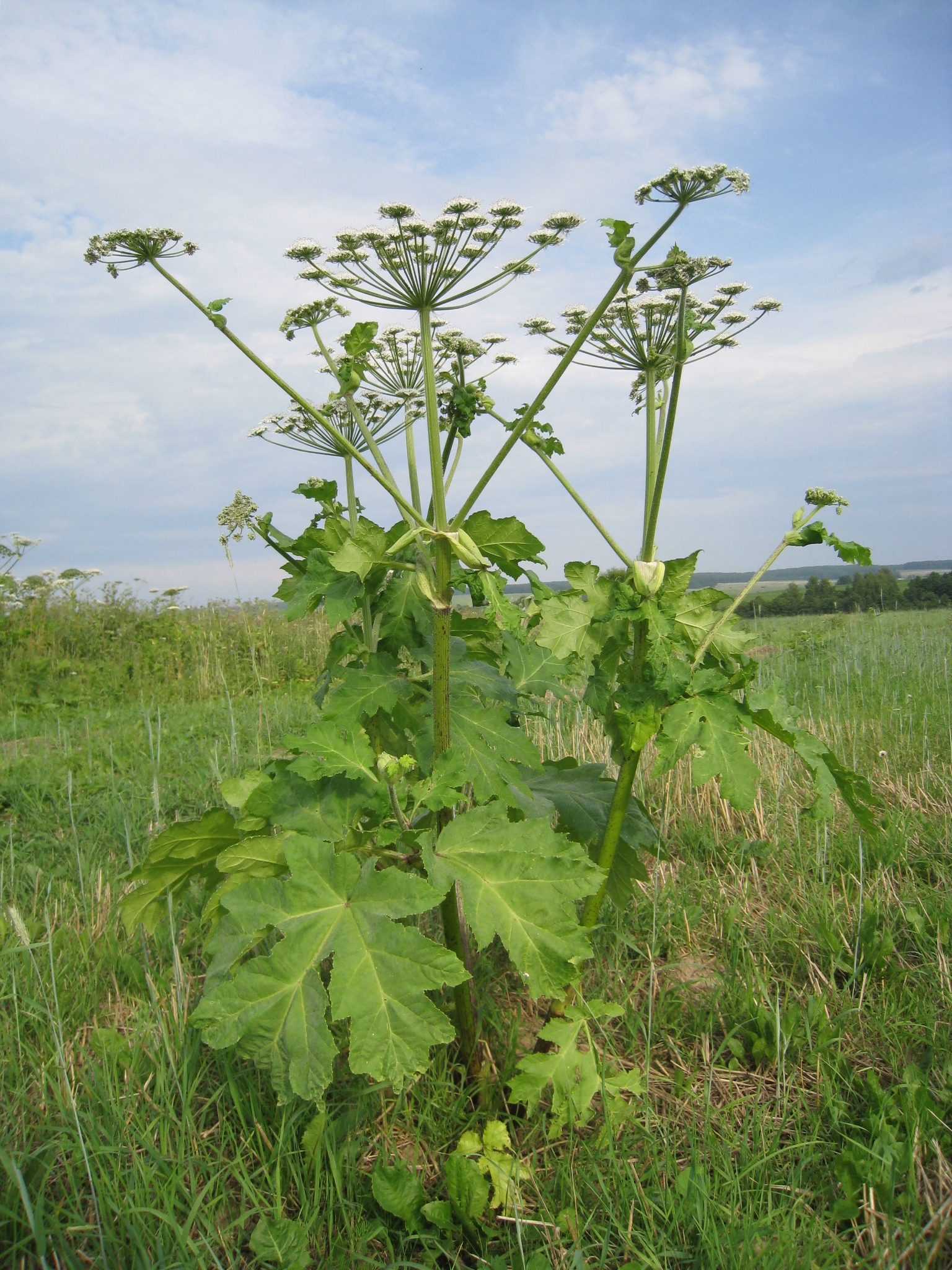
Борщевик Сосновского

Неофи́ты (от др.-греч. νεόφυτος — недавно насажденный от νέος — новый и φυτόν — растение) — растения (обычно сорные), недавно появившиеся в местной флоре (в сравнении с археофитами) в результате хозяйственной деятельности человека или естественной миграции.
В Европе среди представителей неофитов: элодея канадская (занесена из Северной Америки в середине XIX в.), лебеда лоснящаяся (с 1880 года), ромашка пахучая (с 1852 г.), амброзия полыннолистная, борщевик Сосновского и другие.